# Casa Tache Zăhărăchescu din Starchiojd
Casa Tache Zăhărăchescu din Starchiojd este un monument istoric aflat pe teritoriul satului Starchiojd, comuna Starchiojd.